# Nothing and Nowhere
Nothing and Nowhere är det första studioalbumet av det kanadensiska synthrockbandet The Birthday Massacre, ursprungligen självutgivet den 23 juli 2002. Nyutgåvor har senare getts ut av Repo Records i Europa och Metropolis Records i Nordamerika. I albumet står samtliga medlemmar listade som producenter, även om gitarristerna Rainbow och Michael Falcore svarade för inspelning, mixning och mastering. Nyinspelade versioner av "Happy Birthday", "Horror Show", "Video Kid" och "The Dream" finns med på albumet Violet från 2004.

## Låtlista
Alla låtar är komponerade av Rainbow.
| Nr | Titel            | Text           | Längd |
| -- | ---------------- | -------------- | ----- |
| 1. | Happy Birthday   | Rainbow        | 3:37  |
| 2. | Horror Show      | Rainbow        | 4:10  |
| 3. | Promise Me       | Rainbow        | 4:16  |
| 4. | Under the Stairs | Rainbow        | 4:30  |
| 5. | To Die For       | Rainbow        | 5:46  |
| 6. | Video Kid        | Rainbow        | 4:34  |
| 7. | Over             | Rainbow, Chibi | 4:02  |
| 8. | Broken           | Rainbow        | 3:56  |
| 9. | The Dream        | Rainbow, Chibi | 3:54  |

## Medverkande
The Birthday Massacre
- Chibi – sång
- Rainbow – kompigarr, programmering, inspelning, mixning, mastering, art director
- Michael Falcore – sologitarr, inspelning, mixning, mastering
- J. Aslan – bas
- O.E. – trummor

Övrig produktion
- Simon Bondar – art director, layout
- Jurgen Elas – layout
- Laura Brant – fotografi

Information från Discogs